# New Zealand State Highway 60

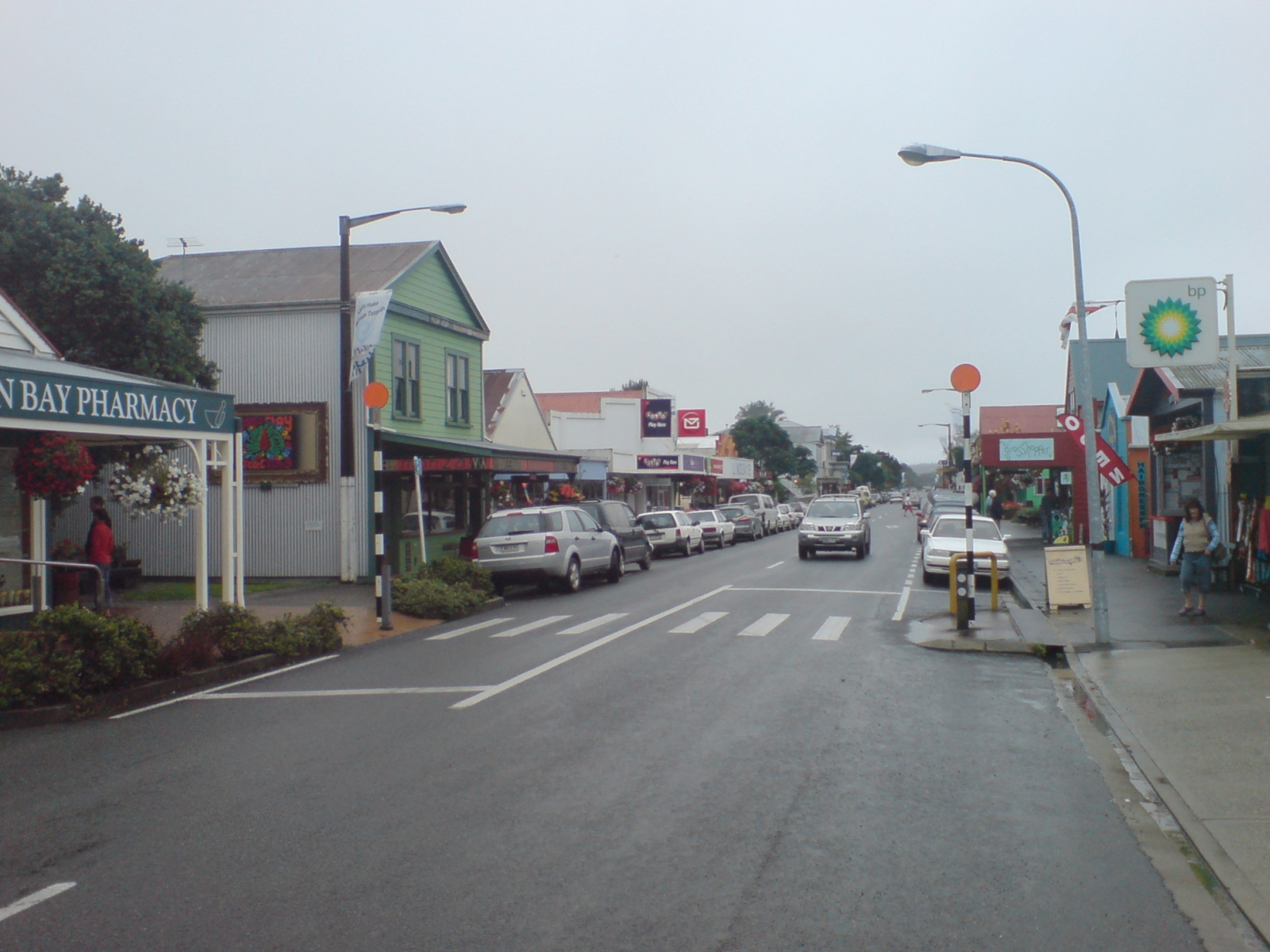
SH 60 in Tākaka

Der New Zealand State Highway 60 (State Highway 60 oder in Kurzform SH 60) ist eine Fernstraße von nationalem Rang auf der Südinsel von Neuseeland.

## Geographie
Die Fernstraße besitzt eine Länge von 116 km und schließt den nordwestlichsten Teil der Südinsel an das Highway-Netz und die Stadt Nelson an. Die Straße befindet sich vollständig in der Region Tasman. Sie dient als Verbindung zum Abel Tasman National Park und Farewell Spit und ist daher auch von touristischer Bedeutung. Die Straße beginnt in Richmond südlich von Nelson und endet in Collingwood.

## Streckenführung
Der Highway zweigt im Südosten von Richmond vom New Zealand State Highway 6 ab und verläuft in nordwestlicher Richtung über die Waimea Plains durch das Schwemmland des Waimea River. Der SH 60 verläuft an Mapua vorbei ins Motueka Valley durch die Kleinstadt Motueka. Bei Riwaka zweigt eine Straße nach Kaiteriteri und in den Abel Tasman National Park ab, während der SH 60 sich nach Westen wendet. Die Straße steigt zum Tākaka Hill Saddle an. Ab hier befindet sich östlich der Kahurangi National Park. Die Straße passiert das Eureka Bend und führt danach hinab in das Tal des Tākaka River und passiert den Ort Tākaka. Anschließend folgt der Highway in nordnordwestlicher Richtung der Küste der Golden Bay / Mohua bis zu seinem Endpunkt in Collingwood.
Bis 2010 der Ruby Bay Bypass eröffnet wurde, folgte der SH 60 auch bei Mapua einer küstennahen Strecke.